# Andreas Seppi
Andreas Seppi ([anˈdreːas ˈsɛppi] Bolzano, 21 de febrero de 1984) es un extenista profesional italiano. Era un jugador versátil que podía jugar tanto en canchas de arcilla como en canchas duras. 
Tuvo la mejor actuación de su carrera cuando llegó a las semifinales del Masters de Hamburgo en el 2008. Otra de sus buenas actuaciones tuvo lugar en el Masters 1000 de Roma 2012 en el que llegó a cuartos de final, después de ganar en octavos de final un partido maratoniano frente al suizo Stan Wawrinka por 6-7, 7-6 y 7-6 salvando seis puntos de partido. Luego en cuartos perdería ante el también suizo Roger Federer.
Ha conseguido 3 títulos ATP en individuales, el primero el 18 de julio de 2011 en el Torneo de Eastbourne tras ganar en la final a Janko Tipsarević por 7-6, 3-6, 5-3 y retirada del serbio. El segundo lo conseguiría en el Torneo de Belgrado el 6 de mayo de 2012 venciendo a Benoît Paire por 6-3 y 6-2. El último lo consiguió en octubre de 2012 tras vencer a Thomaz Bellucci por 3-6, 7-6 y 6-3, en el Torneo de Moscú, por lo que se convierte en un tenista capaz de haber ganado torneos ATP en las tres superficies (tierra batida, hierba y dura).
Desde el año 2004 integró el Equipo de Copa Davis de Italia. Posee un récord de partidos ganados vs. perdidos de 24-21 en esta competición (20-19 en individuales y 4-2 en dobles).

## Títulos ATP (4; 3+1)

### Individual (3)
| Leyenda                         |
| ------------------------------- |
| Grand Slam (0)                  |
| ATP World Tour Finals (0)       |
| ATP World Tour Masters 1000 (0) |
| ATP World Tour 500 (0)          |
| ATP World Tour 250 (3)          |

| N.º | Fecha                 | Torneo     | Superficie    | Oponente en la final | Resultado              |
| --- | --------------------- | ---------- | ------------- | -------------------- | ---------------------- |
| 1.  | 18 de junio de 2011   | Eastbourne | Hierba        | Janko Tipsarević     | 7-6(5), 3-6, 5-3, ret. |
| 2.  | 6 de mayo de 2012     | Belgrado   | Tierra batida | Benoît Paire         | 6-3, 6-2               |
| 3.  | 21 de octubre de 2012 | Moscú      | Dura (i)      | Thomaz Bellucci      | 3-6, 7-6(3), 6-3       |

#### Finalista (7)
| N.º | Fecha                    | Torneo     | Superficie    | Oponente en la final   | Resultado        |
| --- | ------------------------ | ---------- | ------------- | ---------------------- | ---------------- |
| 1.  | 15 de julio de 2007      | Gstaad     | Tierra batida | Paul-Henri Mathieu     | 7-6(1), 4-6, 5-7 |
| 2.  | 23 de junio de 2012      | Eastbourne | Hierba        | Andy Roddick           | 3-6, 2-6         |
| 3.  | 23 de septiembre de 2012 | Metz       | Dura (i)      | Jo-Wilfried Tsonga     | 1-6, 2-6         |
| 4.  | 8 de febrero de 2015     | Zagreb     | Dura (i)      | Guillermo García-López | 6-7(4), 3-6      |
| 5.  | 21 de junio de 2015      | Halle      | Hierba        | Roger Federer          | 6-7(1), 4-6      |
| 6.  | 12 de enero de 2019      | Sídney     | Dura          | Álex de Miñaur         | 5-7, 6-7(5)      |
| 7.  | 16 de febrero de 2020    | Nueva York | Dura (i)      | Kyle Edmund            | 5-7, 1-6         |

### Dobles (1)
| Leyenda                         |
| ------------------------------- |
| Grand Slam (0)                  |
| ATP World Tour Finals (0)       |
| ATP World Tour Masters 1000 (0) |
| ATP World Tour 500 (1)          |
| ATP World Tour 250 (0)          |

| N.º | Fecha                 | Torneo | Superficie | Pareja         | Oponente en la final       | Resultado         |
| --- | --------------------- | ------ | ---------- | -------------- | -------------------------- | ----------------- |
| 1.  | 27 de febrero de 2016 | Dubái  | Dura       | Simone Bolelli | Feliciano López Marc López | 6-2, 3-6, [14-12] |

#### Finalista (6)
| N.º | Fecha                 | Torneo     | Superficie    | Pareja             | Oponente en la final              | Resultado   |
| --- | --------------------- | ---------- | ------------- | ------------------ | --------------------------------- | ----------- |
| 1.  | 5 de febrero de 2006  | Zagreb     | Moqueta (i)   | Davide Sanguinetti | Jaroslav Levinský Michal Mertiňák | 6-7(7), 1-6 |
| 2.  | 18 de julio de 2010   | Båstad     | Tierra batida | Simone Vagnozzi    | Robert Lindstedt Horia Tecău      | 4-6, 5-7    |
| 3.  | 10 de octubre de 2010 | Tokio      | Dura          | Dmitry Tursunov    | Eric Butorac Jean-Julien Rojer    | 3-6, 2-6    |
| 4.  | 8 de enero de 2011    | Doha       | Dura          | Daniele Bracciali  | Rafael Nadal Marc López           | 3-6, 6-7(4) |
| 5.  | 18 de junio de 2011   | Eastbourne | Hierba        | Grigor Dimitrov    | Jonathan Erlich Andy Ram          | 3-6, 3-6    |
| 6.  | 6 de octubre de 2013  | Pekín      | Dura          | Fabio Fognini      | Max Mirnyi Horia Tecău            | 4-6, 2-6    |

## Clasificación en torneos del Grand Slam

### Individuales
| Torneo          | 2004 | 2005 | 2006 | 2007 | 2008 | 2009 | 2010 | 2011 | 2012 | 2013 | 2014 | 2015 | 2016 | 2017 | 2018 | 2019 | 2020 | 2021 | G-P   | Títulos |
| --------------- | ---- | ---- | ---- | ---- | ---- | ---- | ---- | ---- | ---- | ---- | ---- | ---- | ---- | ---- | ---- | ---- | ---- | ---- | ----- | ------- |
| Australian Open | -    | -    | 1R   | 2R   | 2R   | 1R   | 1R   | 2R   | 1R   | 4R   | 2R   | 4R   | 3R   | 4R   | 4R   | 3R   | 2R   | 1R   | 21-16 | 0       |
| Roland Garros   | -    | -    | 1R   | 1R   | 1R   | 2R   | 2R   | 2R   | 4R   | 3R   | 3R   | 1R   | 1R   | 1R   | 1R   | 1R   | 1R   | 2R   | 11-16 | 0       |
| Wimbledon       | -    | 1R   | 2R   | 2R   | 3R   | 3R   | 2R   | 2R   | 1R   | 4R   | 1R   | 3R   | 2R   | 2R   | 2R   | 2R   | -    |      | 17-15 | 0       |
| US Open         | 2R   | 1R   | 1R   | 1R   | 3R   | 1R   | 1R   | 1R   | 1R   | 3R   | 2R   | 3R   | 2R   | 1R   | 2R   | 1R   | 1R   |      | 10-17 | 0       |

### Dobles
| Torneo          | 2004 | 2005 | 2006 | 2007 | 2008 | 2009 | 2010 | 2011 | 2012 | 2013 | 2014 | 2015 | 2016 | 2017 | G-P  | Títulos |
| --------------- | ---- | ---- | ---- | ---- | ---- | ---- | ---- | ---- | ---- | ---- | ---- | ---- | ---- | ---- | ---- | ------- |
| Australian Open | -    | -    | -    | -    | 1R   | CF   | 3R   | 1R   | 1R   | 2R   | 2R   | 1R   | 3R   | -    | 9-9  | 0       |
| Roland Garros   | -    | -    | 1R   | -    | 1R   | 2R   | 1R   | 1R   | 1R   | 2R   | 1R   | 1R   | 1R   |      | 2-10 | 0       |
| Wimbledon       | -    | -    | 1R   | -    | 1R   | 1R   | 2R   | 1R   | 3R   | 2R   | 1R   | 1R   | 1R   |      | 4-10 | 0       |
| US Open         | -    | 1R   | 1R   | 1R   | 1R   | 3R   | 1R   | CF   | 1R   | 1R   | 2R   | 2R   | 2R   |      | 8-12 | 0       |

## Challengers y Futures (11+1)
| Leyenda            |
| ------------------ |
| Challengers (10+1) |
| Futures (1+0)      |

### Individuales (11)
| N.º | Fecha      | Torneo        | Superficie    | Oponente           | Resultado        |
| --- | ---------- | ------------- | ------------- | ------------------ | ---------------- |
| 1.  | 10.02.2008 | Bergamo       | Dura (i)      | Julien Benneteau   | 2-6, 6-2, 7-5    |
| 2.  | 09.08.2009 | San Marino    | Tierra batida | Potito Starace     | 7-6(4), 2-6, 6-4 |
| 3.  | 08.08.2010 | Kitzbuhel     | Tierra batida | Victor Crivoi      | 6-2, 6-1         |
| 4.  | 13.02.2011 | Bergamo       | Dura (i)      | Gilles Müller      | 3-6, 6-3, 6-4    |
| 5.  | 09.10.2011 | Mons          | Dura (i)      | Julien Benneteau   | 2-6, 6-3, 7-6(4) |
| 6.  | 10.11.2013 | Ortisei       | Dura (i)      | Simon Greul        | 7-6(4), 6-2      |
| 7.  | 09.11.2014 | Ortisei       | Dura (i)      | Matthias Bachinger | 6-4, 6-3         |
| 8.  | 12.01.2018 | Canberra      | Dura          | Márton Fucsovics   | 5-7, 6-4, 6-3    |
| 9.  | 15.09.2019 | Cary          | Dura          | Michael Mmoh       | 6-2, 6-7, 6-3    |
| 10. | 14.03.2021 | Biella III    | Dura (i)      | Liam Broady        | 6-2, 6-1         |
| 11. | 26.01.2003 | Alemania F1-C | Moqueta (i)   | Lars Uebel         | 6-4, 7-5         |

#### Finalista en individuales (3)
| N.º | Fecha      | Torneo      | Superficie    | Oponente                 | Resultado     |
| --- | ---------- | ----------- | ------------- | ------------------------ | ------------- |
| 1.  | 13.07.2003 | Oberstaufen | Tierra batida | Martín Vassallo Argüello | 1-6, 4-6      |
| 2.  | 18.03.2007 | Sunrise     | Dura          | Gaël Monfils             | 3-6, 6-1, 1-6 |
| 3.  | 11.11.2012 | Ortisei     | Dura (i)      | Benjamin Becker          | 1-6, 4-6      |

### Dobles (1)
| N.º | Fecha      | Torneo  | Superficie | Compañero      | Oponentes                    | Resultado |
| --- | ---------- | ------- | ---------- | -------------- | ---------------------------- | --------- |
| 1.  | 10.02.2008 | Bergamo | Dura (i)   | Simone Bolelli | James Cerretani Igor Zelenay | 6-3, 6-0  |

#### Finalista en dobles (1)
| N.º | Fecha      | Torneo        | Superficie    | Compañero       | Oponentes                   | Resultado |
| --- | ---------- | ------------- | ------------- | --------------- | --------------------------- | --------- |
| 1.  | 27.06.2004 | Reggio Emilia | Tierra batida | Simone Vagnozzi | Tomas Behrend Tomas Tenconi | 4-6, 2-6  |

## Ranking ATP al final de la temporada
| Año                     | 2000 | 2001 | 2002 | 2003 | 2004 | 2005 | 2006 | 2007 | 2008 | 2009 | 2010 | 2011 | 2012 | 2013 | 2014 | 2015 | 2016 | 2017 | 2018 | 2019 | 2020 | 2021 | 2022 |
| Ranking En Individuales | 1120 | 797  | 353  | 240  | 146  | 68   | 74   | 50   | 35   | 49   | 52   | 38   | 23   | 25   | 45   | 29   | 87   | 86   | 37   | 72   | 106  | 102  | 354  |